# Afinsa

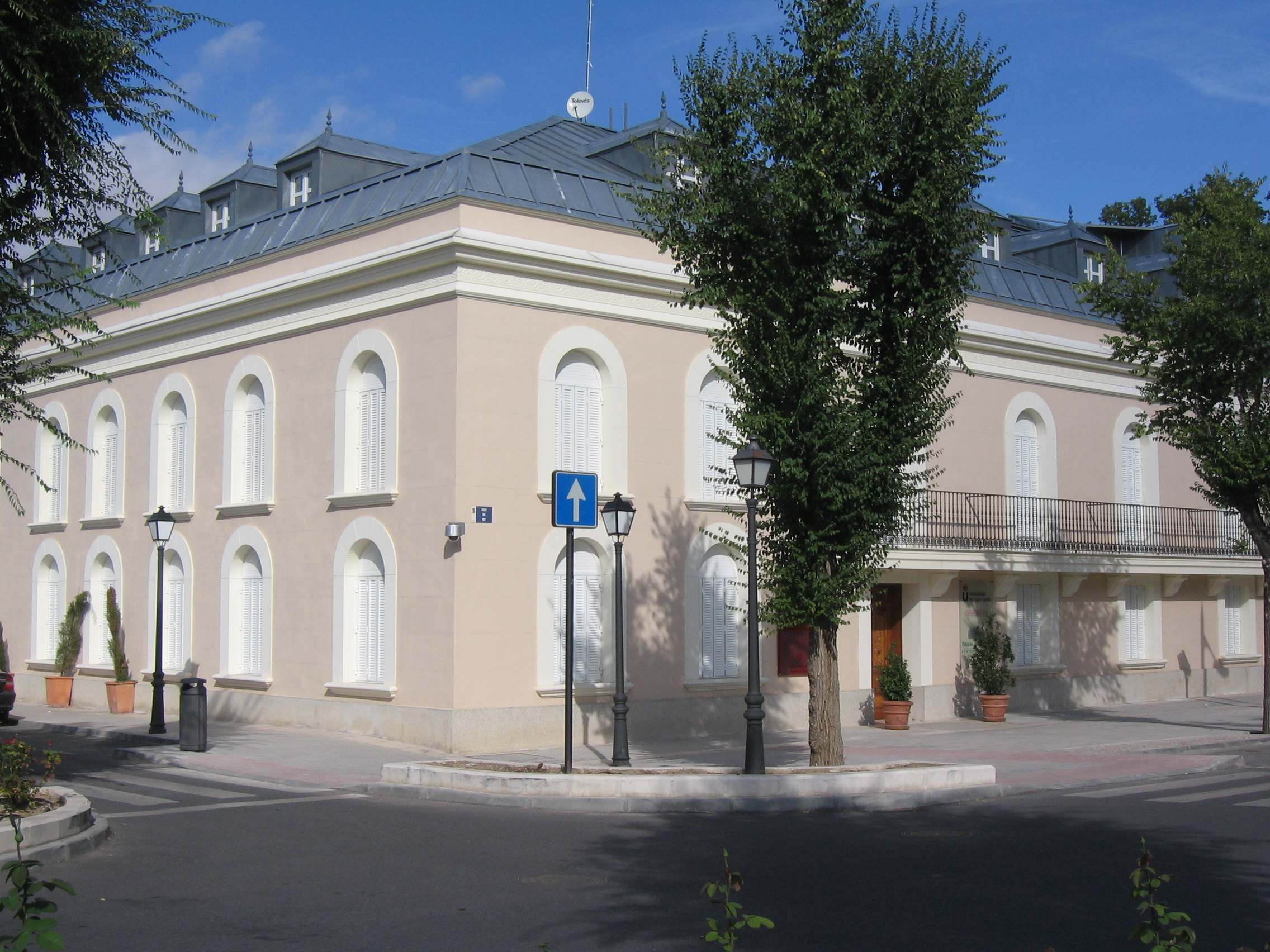
Palacio del Nuncio en Aranjuez, que salió a subasta pública en 2014 como parte del proceso de liquidación de la compañía Afinsa, propietaria del inmueble, que entró en concurso de acreedores.

Afinsa era un grupo empresarial español especializado en la inversión en sellos y otros bienes tangibles. Fue fundada en 1980 por Albertino de Figueiredo, un portugués residente en África.
Operaba en varios mercados de Europa, Asia y Estados Unidos. Tenía sucursales en varias ciudades, entre ellas Barcelona, Vigo, Valladolid, Lisboa, Londres y París.
A finales de 2004 Afinsa tenía un centenar de oficinas, 2600 empleados y cerca de 143 mil clientes. Su volumen de negocios de ese año fue de 542 millones de euros y las ganancias ascendían 51 millones de euros, aunque tras su intervención se determinó que su pasivo exigible con sus clientes era de más de 1700 millones de euros.
En 2006 fue intervenida judicialmente acusada de delitos contra la hacienda pública, blanqueo de capitales e insolvencia. Varios de sus directivos fueron condenados a prisión y a pagar 2.574 millones de euros a los 190.022 inversores.

## Subsidiarias

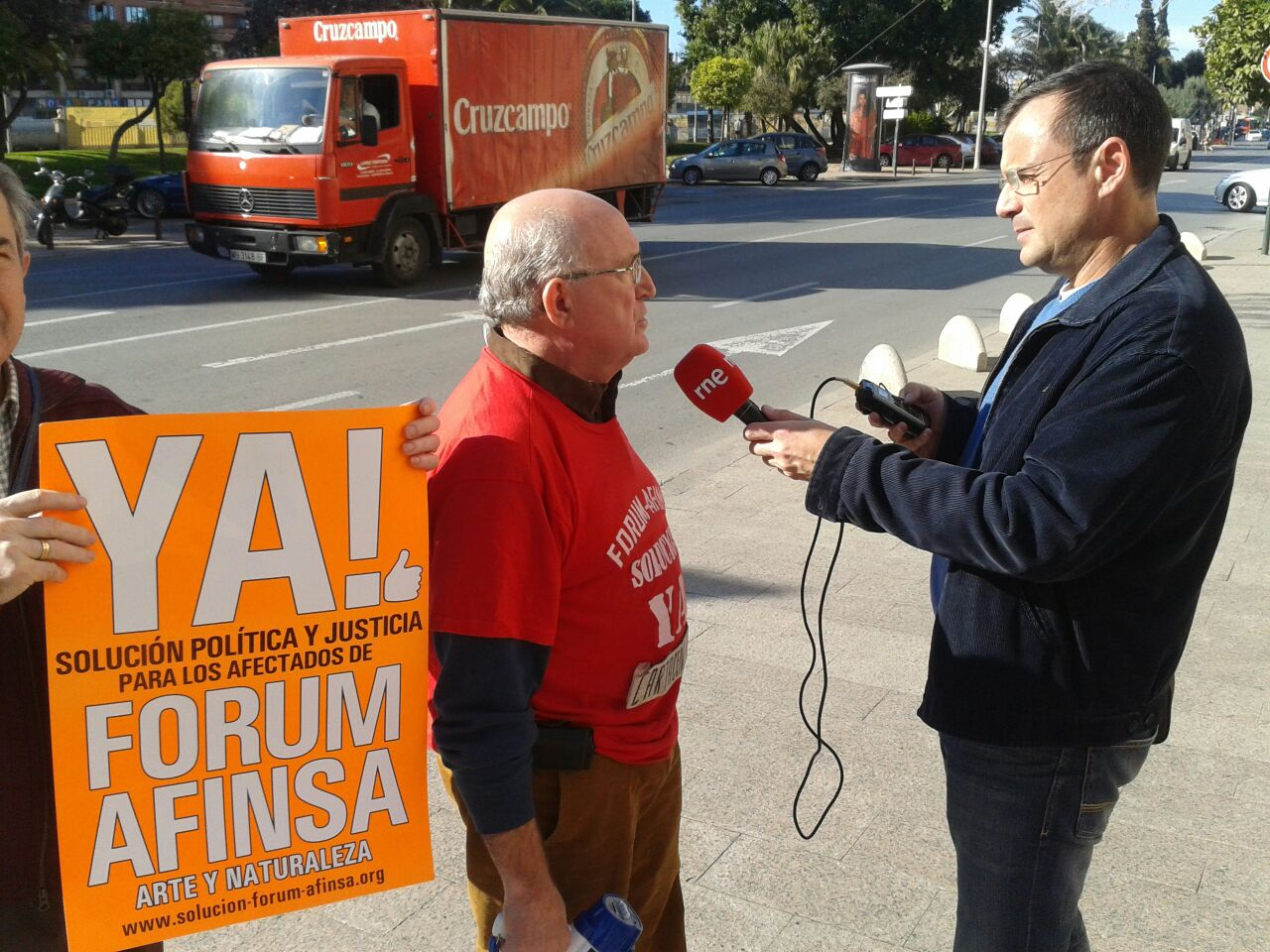
Protestas contra el fraude de Forum Filatélico y Afinsa.

Dentro de la recogida, Afinsa operaba a nivel internacional con participaciones significativas en empresas diferentes. Entre ellos destaca el Grupo Escala, que poseía un 68%, y cuyas acciones se cotizaban en NASDAQ hasta que fue expulsada el 10 de enero de 2007.
En su división de inversión, dedicada a hacer que sea más fácil para los clientes a comprar y vender bienes para la inversión, Afinsa estaba presente en España a través de los sistemas de Inversión Afinsa y Afinsa Online y Portugal a través de Afinsa Inversiones.

## Catálogos editados
Afinsa compró en 1998 Domfil Temático Catálogos Internacionales SL editor. Domfil publicaba catálogos filatélicos bilingües en español e Inglés, y de temas que van desde sellos de motivos de carreras de coches a sellos de motivos de ajedrez.
El Publiafinsa, propiedad de Afinsa y sin embargo extinto, editó la Crónica Filatélica y Numismática Chronicle. De acuerdo con la Fiscalía Pública en España, las revistas se publicaron con el único propósito de vender imagen, sin tener propia rentabilidad.
De acuerdo con la Fiscalía Pública en España, Afinsa compró en secreto en junio de 2003, el catálogo Brookman por $ 650.000 y lo presentó como "prestigioso e independiente."

## Intervención
La mañana del 9 de mayo de 2006, Afinsa fue intervenida judicialmente, junto con otra empresa, Fórum Filatélico, acusada de estafa dentro de la "Operación Atrio". La policía arrestó a cuatro responsables de la misma, entre ellos su presidente, Juan Antonio Cano, y su fundador Albertino de Figueiredo y cerró sus sedes por orden judicial y a los pocos días fueron puestos en libertad sin fianza. La compañía fue acusada de operar según un esquema piramidal, y de no tener sellos, de ser falsos o tenerlos sobrevalorados. Se vieron afectados los aproximadamente 150.000 clientes de la empresa, que formaron varias asociaciones para defender sus intereses.
Desde la intervención el grupo está dirigido por tres administradores concursales. El grupo Mufasa, mediante Escala Group, participado al 68% por Afinsa a través de su filial Escala, luego Autectia, estaba presente en el NASDAQ. Domfil, importante editora de catálogos filatélicos temáticos y Publiafinsa, editora de Crónica Filatélica y Crónica Numismática, eran también propiedad de Afinsa. En 1996 adquirió De Rosa International, la más importante empresa internacional de distribución y venta de novedades filatélicas. En 2004 la facturación del grupo alcanzó los 515 millones de euros y sus beneficios fueron de 51 millones, según fuentes de la empresa.
Afinsa contaba con 2600 empleados y poseía 100 oficinas. La filial en Portugal se denominaba Afinsa Inversión.

## Juicios
En febrero de 2010, la Audiencia Nacional dicta sentencia en la que no se deja lugar a duda de que se trataba de una empresa de carácter mercantil y no financiero, tirando por tierra la teoría de que se tratara de empresas financieras de tipo piramidal, pues no cumple ningún requisito: no es financiera, no opera con altas rentabilidades del 50% o más, a un corto periodo de tiempo 6 o 9 meses y la inversión sí tiene una contrapartida "los sellos", como acredita dicha sentencia.
Pese a todo, tras reconocer que no existía la causa de la intervención, a saber, que no se trataba de empresas de carácter financiero, exime de responsabilidad a todos los organismos que la hicieron posible, y de esa manera libera al Reino de España de indemnizar a la empresa y a los afectados.
La Audiencia Nacional y el Tribunal Supremo en sendas sentencias de 5 de febrero y de 13 de diciembre de 2011, dejan claro que tenían carácter mercantil y por tanto que el considerarlas financieras para llevar a cabo la intervención fue una excusa, y no la causa real de tal decisión.
La causa fue una carta-denuncia de un estadounidense, Louis Corrigan, agente del hedge fund Kingsford Capital, en junio de 2005, adjunta en el expediente de la querella. Hay que conocer que la actividad principal de estos agentes de bolsa de alto riesgo consiste en operaciones en corto, en las que toman acciones prestadas a cambio de un interés para venderlas, posteriormente tienen que comprarlas y devolverlas. El negocio consiste en comprarlas a un precio más bajo que el de la venta. Otro factor a tener en cuenta es que Afinsa tenía una filial en los Estados Unidos, Escala, que cotizaba en el Nasdaq, y que llevaba meses de continuas subidas, tras varios intentos fallidos en la prensa estadounidense por desacreditar esta empresa y por tanto de hacer bajar los precios, los hedge fund atacan directamente la empresa matriz Afinsa, en España, en el segundo trimestre de 2012.
Poco tiempo después de la publicación de esta carta, el PSOE a través de su revista Puntos de vista de 19 de mayo de 2006, insta a Hacienda a denunciar los hechos a la Fiscalía, trámites que consigue en tiempos especialmente cortos ya que se logra en julio de 2005. Pese a todo y a que la inspectora Teresa Yábar la considera Financiera para poder tener un mínimo de apoyo para justificar su denuncia, en el mismo informe que le llega a la Fiscalía, es perceptivo el del Director del Servicio Jurídico de la Agencia Tributaria, que con fecha 11 de julio de 2005 considera que no se puede considerar estafa ni siquiera en grado de tentativa.
Pese a que la denuncia estaba ya desde julio de 2005, no se intervino hasta el 9 de mayo de 2006, justo 9 días después de que venciera la última póliza de Afinsa, con la aseguradora Lloyd’s, que aseguraba a las dos compañías Afinsa y Fórum.
También coincide que en los Estados Unidos se habían dado un inusitado número de órdenes de venta de las acciones de Escala cuando el precio alto y la buena situación de la empresa no lo hacía aconsejable, con lo que todo apunta a toma de posiciones cortas unos meses antes de la intervención. Y tras la intervención los precios de las acciones se desplomaron, los hegde fund compraron las acciones a 5 dólares para devolvérselas a los dueños, mientras ellos las habían vendido meses atrás a 33.
La Fiscalía de Delitos Económicos de Madrid investiga al presidente de Manos Limpias, Miguel Bernad, y a la abogada del sindicato Virginia López Negrete por un supuesto delito de apropiación indebida y blanqueo de capitales, al repartirse fondos (en metálico) que el sindicato había recaudado de afectados por la estafa de Fórum y Afinsa. El Juzgado admitió la querella contra ambos.

### Juicio contra los directivos de Afinsa
Once de los trece exdirectivos de Afinsa fueron condenados a prisión en 2016 por la Audiencia Nacional. Se les acusaba del delito de estafa agravada continuada, insolvencia punible y delito continuado de falseamiento de las cuentas anuales.

Cinco de los condenados presentaron un recurso de casación ante el Tribunal Supremo. La Sala Segunda del Tribunal Supremo ratificó los delitos establecidos por Audiencia Nacional, sin embargo, determinó que hubo un concurso ideal entre los delitos de estafa e insolvencia, y un concurso medial entre éstos y el delito de falsedad de las cuentas anuales. Esto implicó una reducción de la penas, en concreto, la pena de prisión del expresidente de Afinsa pasó de 12 años y 10 meses, a 8 años y 7 meses.

En febrero de 2018, la Sala de lo Penal de la Audiencia Nacional hizo público el decreto de ejecutoria de la sentencia que condenaba a los directivos de Afinsa por estafa masiva, lo que implicaba que en un plazo de diez días deberían ingresar en prisión.